# Ачкасово (Московская область)
Ачка́сово — село в Воскресенском муниципальном районе Московской области. Входит в состав сельского поселения Фединское. Население — 215 чел. (2010).

## География
Село Ачкасово расположено в юго-западной части Воскресенского района, примыкает с юго-запада к городу Воскресенску. Высота над уровнем моря 120 м. Село находится на реке Москве. В селе 8 улиц, приписано СНТ Суханово. Ближайший населённый пункт — город Воскресенск.

## Название
В письменных источниках село упоминается как Очкасова-Коромышева (1577 год), Ачкасово (1784 год), Ачкасово (Очкасово) (1862 год), с 1890 года — Ачкасово. Оба названия связаны с некалендарными личными именами.

## История

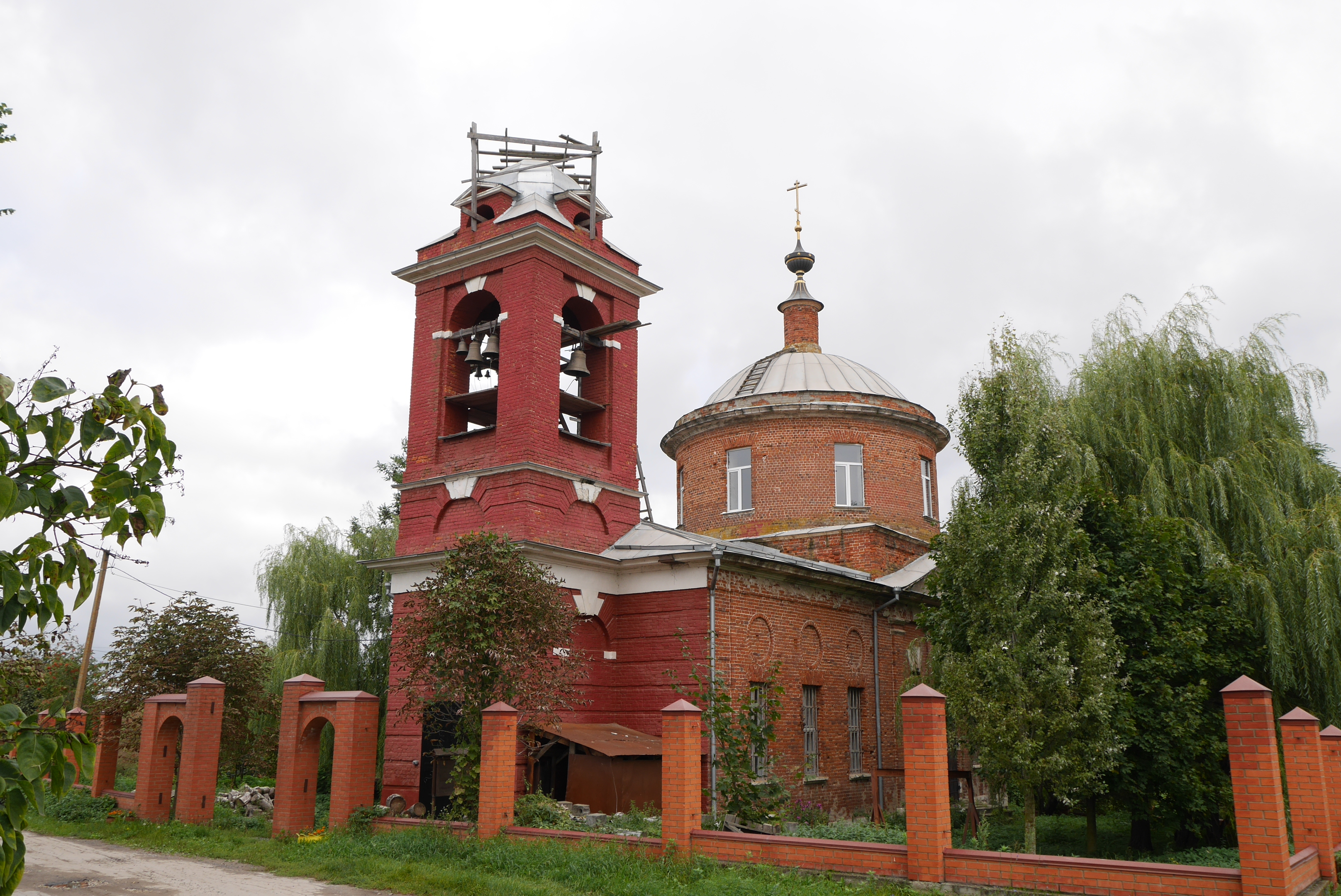
Казанская церковь села Ачкасово. 2016 год

Село Очкасово-Коромышева Похрянского стана на реке Москве упоминается в писцовой книге Коломенского уезда за 1577-78 годов. В селе деревянная Никольская церковь.
В исповедной росписи 1766 года упоминается как село Очкасово. Храм Святого Николая чудотворца входил в Похрянскую десятину Коломенского уезда. Служили в храме иерей Лука Игнатиев [сын] со своими детьми дьячком Емельяном Лукиным [сыном], пономарем Гавриилом Лукиным [сыном] и церковником Стефаном Лукиным [сыном]. Приход храма составлял 91 человек, из которых дворовых было 17 человек. В приходе насчитывалось 15 дворов.
По исповедной 1782 года село упоминается как Ачкасово. В храме служат иерей Иоанн Яковлев [сын], престарелый иерей Лука Игнатьев [сын], дьячек Стефан Лукин [сын], пономарь Федот Иванов [сын]. Приход насчитывает 236 прихожан в 20 дворах, из которых дворовых 74 человека. Увеличение дворни связано с постоянным проживанием в своей усадьбе дворян - владельцев села.
В 1926 году село являлось центром Ачкасовского сельсовета Мячковской волости Коломенского уезда Московской губернии, имелась школа 1-й ступени и племхоз.
С 1929 года — населённый пункт в составе Воскресенского района Коломенского округа Московской области, с 1930-го, в связи с упразднением округа, — в составе Воскресенского района Московской области.
До муниципальной реформы 2006 года Ачкасово входило в состав Ратчинского сельского округа Воскресенского района.

## Население
В 1926 году в селе проживало 382 человека (188 мужчин, 194 женщины), насчитывалось 89 хозяйств, из которых 55 было крестьянских. По переписи 2002 года — 221 человек (106 мужчин, 115 женщин).
| 1926 | 2002 | 2010 |
| ---- | ---- | ---- |
| 382  | ↘221 | ↘215 |

## Достопримечательность
Имение и усадьба, сохранились несколько двухэтажных флигелей, сарай, действующая Никольская церковь 1816—1819 гг и др.